# 定着
| ウィキペディアには「定着」という見出しの百科事典記事はありません（タイトルに「定着」を含むページの一覧/「定着」で始まるページの一覧）。 代わりにウィクショナリーのページ「定着」が役に立つかもしれません。 |